# Jeannine Lejard
Jeannine Marie Lejard est une résistante française et militante communiste, née le 31 août 1927 à Dijon (Côte d'Or) et morte le 15 avril 1945 à Ravensbrück, camp de concentration de Allemagne nazie. 
Elle est titulaire de la médaille de la Résistance.              

## Biographie
Jeannine Marie Lejard est née le 31 août 1927 à Dijon. Ses parents sont Léa Antoinette Echailler (épouse Lejard) et Gabriel Lejard, respectivement coiffeuse et ouvrier en métallurgie. Sa mère a caché, hébergé et soigné des résistants. Son père était syndicaliste et communiste, arrêté en 1941 et déporté à Auschwitz. Il a survécu à sa déportation,. 
Jeannine Lejard adhère au Parti communiste et aux Jeunesses communistes pour remplacer son père, puis devient agente de liaison pour les Francs-Tireurs et Partisans en 1943. Elle utilise le pseudonyme de Jacqueline et mène plusieurs missions : recrutement de jeunes pour la Résistance, écriture et diffusion de tracts et de journaux. Elle utilise une machine à écrire et une ronéo cachées par son père Gabriel Lejard. En tant qu'agente de liaison, Jeannine Lejard agit d’abord entre Paris, Reims, Troyes et Dijon, puis entre Paris et Bordeaux. Elle transporte des armes.  
Recherchée par la Gestapo, Jeannine Lejard est arrêtée le 18 juin 1944 à Paris. Transférée à Bordeaux, elle est incarcérée du 18 juin au 9 août 1944 au Fort du Hâ et y est torturée.  
Le 9 août, elle est déportée dans le « train fantôme », surnom d'un convoi ayant mis deux mois entre son départ du Camp du Vernet le 30 juin et l'arrivée à Dachau, sur un itinéraire de 15 étapes dont Bordeaux et Dijon, ville de départ et ville natale de Jeannine Lejard,. Elle arrive le 28 août à Dachau, et est transférée le 30 août à Ravensbrück, avec 63 autres femmes. Elle porte le matricule 62442.   
Jeannine Lejard était notamment internée avec Lily de Gerlache de Gomery, la docteure Adélaïde Hautval et Denise Lauvergnat,. 
Elle meurt le 15 avril 1945 à Ravensbrück, âgée de 17 ans. La dessinatrice Aat Breur fait son portrait crayonné le jour de son décès.

## Distinction
- Médaille de la Résistance française par décret du 29 novembre 1946[9].

## Hommage
Une plaque lui rend hommage rue Auguste-Fremiet à Dijon. 